# Gran Premio motociclistico d'Austria 1973
Il Gran Premio motociclistico d'Austria fu il secondo appuntamento del motomondiale 1973.
Si svolse il 6 maggio 1973 presso il Salzburgring, e corsero tutte le classi tranne la 50.
Quattro vittorie su cinque classi per la Yamaha: in 250 e 500 le moto ufficiali di Jarno Saarinen e Hideo Kanaya fecero il bello e il cattivo tempo. In 500 entrambe le MV Agusta si ritirarono per rottura dei motori, mentre il danese Børge Nielsen, quinto al traguardo, fu squalificato per aver corso con una Yamaha 350.
Anche in 350 (prima gara della giornata) Giacomo Agostini e Phil Read si ritirarono (problemi elettrici) lasciando la vittoria all'ungherese János Drapál.
Facile vittoria per Kent Andersson in 125.
Nei sidecar Klaus Enders poté vincere solo grazie ad una panne del britannico Jeff Gawley.

## Classe 500

### Arrivati al traguardo
| Pos. | Pilota                | Moto      | Tempo      | Punti |
| ---- | --------------------- | --------- | ---------- | ----- |
| 1    | Jarno Saarinen        | Yamaha    | 52' 48" 48 | 15    |
| 2    | Hideo Kanaya          | Yamaha    | +25" 32    | 12    |
| 3    | Kim Newcombe          | König     | +1 giro    | 10    |
| 4    | Guido Mandracci       | Suzuki    | +1 giro    | 8     |
| 5    | Roberto Gallina       | Paton     | +2 giri    | 6     |
| 6    | Werner Giger          | Yamaha    | +2 giri    | 5     |
| 7    | Bosse Granath         | Husqvarna | +2 giri    | 4     |
| 8    | Billie Nelson         | Yamaha    | +3 giri    | 3     |
| 9    | Bruno Kneubühler      | Yamaha    | +3 giri    | 2     |
| 10   | Alois Maxwald         | Rotax     | +3 giri    | 1     |
| 11   | Sven-Olof Gunnarsson  | Kawasaki  | +3 giri    |       |
| 12   | Gernot Maas           | Rotax     | +4 giri    |       |
| 13   | Michael Schmid        | Yamaha    | +4 giri    |       |
| 14   | Walter Kaletsch       | Yamaha    | +5 giri    |       |
| 15   | Bert Nijland          | Honda     | +5 giri    |       |
| 16   | Gerhard Greiffenhagen | Norton    | +7 giri    |       |

### Ritirati
| Pilota              | Moto      | Motivo ritiro      |
| ------------------- | --------- | ------------------ |
| Reinhard Hiller     | König     |                    |
| Giacomo Agostini    | MV Agusta | rottura del motore |
| Gyula Marsovszky    | Yamaha    |                    |
| Helmut Kasper       | Kawasaki  |                    |
| János Drapál        | Yamaha    |                    |
| Børge Nielsen       | Yamaha    | squalifica         |
| Silvano Bertarelli  | Paton     |                    |
| Paul Eickelberg     | König     |                    |
| Hans Braumandl      | Rotax     |                    |
| Kaarlo Koivuniemi   | Kawasaki  |                    |
| Jack Findlay        | Suzuki    |                    |
| Kurt-Harald Florin  | König     |                    |
| Hansueli Rothermann | Yamaha    |                    |
| Phil Read           | MV Agusta | rottura del motore |
| Ernst Hiller        | König     |                    |
| Werner Bergold      | Kawasaki  |                    |

## Classe 350

### Arrivati al traguardo
| Pos. | Pilota           | Moto            | Tempo      | Punti |
| ---- | ---------------- | --------------- | ---------- | ----- |
| 1    | János Drapál     | Yamaha          | 56' 21" 08 | 15    |
| 2    | Walter Villa     | Yamaha          | +3" 76     | 12    |
| 3    | Teuvo Länsivuori | Yamaha          | +8" 30     | 10    |
| 4    | Billie Nelson    | Yamaha          |            | 8     |
| 5    | Bosse Granath    | Yamaha          |            | 6     |
| 6    | Dieter Braun     | Yamaha          | +1giro     | 5     |
| 7    | Kent Andersson   | Yamaha          | +1giro     | 4     |
| 8    | Gyula Marsovszky | Yamaha          | +1giro     | 3     |
| 9    | Marcel Ankoné    | Yamsel          | +1giro     | 2     |
| 10   | Bruno Kneubühler | Harley-Davidson | +1giro     | 1     |
| 11   | Adu Celso-Santos | Yamaha          | +1giro     |       |

## Classe 250

### Arrivati al traguardo
| Pos. | Pilota           | Moto   | Tempo      | Punti |
| ---- | ---------------- | ------ | ---------- | ----- |
| 1    | Jarno Saarinen   | Yamaha | 48' 31" 50 | 15    |
| 2    | Hideo Kanaya     | Yamaha | +13" 10    | 12    |
| 3    | Chas Mortimer    | Yamaha | +14"       | 10    |
| 4    | Teuvo Länsivuori | Yamaha | +1' 13" 74 | 8     |
| 5    | John Dodds       | Yamaha | +1' 21" 18 | 6     |
| 6    | Roberto Gallina  | Yamaha | +1' 22" 88 | 5     |
| 7    | Walter Villa     | Yamaha | +1 giro    | 4     |
| 8    | Börje Jansson    | Yamaha |            | 3     |
| 9    | Klaus Leonhardt  | Yamaha |            | 2     |
| 10   | Werner Giger     | Yamaha |            | 1     |
| 11   | Marcel Ankoné    | Yamaha |            |       |

## Classe 125

### Arrivati al traguardo
| Pos | Pilota            | Moto             | Tempo      | Punti |
| --- | ----------------- | ---------------- | ---------- | ----- |
| 1   | Kent Andersson    | Yamaha           | 42' 56" 96 | 15    |
| 2   | Börje Jansson     | Maico            | +1' 13" 42 | 12    |
| 3   | Ángel Nieto       | Morbidelli       | +1 giro    | 10    |
| 4   | Otello Buscherini | Malanca          | +1 giro    | 8     |
| 5   | Eugenio Lazzarini | Piovaticci-Maico | +1 giro    | 6     |
| 6   | Matti Salonen     | Yamaha           | +1 giro    | 5     |
| 7   | Pentti Salonen    | Yamaha           |            | 4     |
| 8   | Johann Zemsauer   | Rotax            |            | 3     |
| 9   | Paolo Pileri      | DRS              |            | 2     |
| 10  | Rudolf Weiss      | Maico            |            | 1     |

## Classe sidecar

### Arrivati al traguardo
| Pos | Pilota                | Passeggero       | Moto      | Tempo | Punti |
| --- | --------------------- | ---------------- | --------- | ----- | ----- |
| 1   | Klaus Enders          | Ralf Engelhardt  | Busch-BMW |       | 15    |
| 2   | Jeff Gawley           | Peter Sales      | König     |       | 12    |
| 3   | Michel Vanneste       | Serge Vanneste   | BMW       |       | 10    |
| 4   | Heinz Luthringshauser | Hermann Hahn     | BMW       |       | 8     |
| 5   | Werner Schwärzel      | Karl-Heinz Kleis | König     |       | 6     |
| 6   | Siegfried Schauzu     | Wolfgang Kalauch | BMW       |       | 5     |
| 7   | Richard Wegener       | Derek Jacobson   | BMW       |       | 4     |
| 8   | Otto Haller           | Erich Haselbeck  | BMW       |       | 3     |
| 9   | Gustav Pape           | Franz Kallenberg | BMW       |       | 2     |
| 10  | Mick Boddice          | David Loach      | Kawasaki  |       | 1     |

## Fonti e bibliografia
- La Stampa, 6 maggio 1973, pag. 17 e 7 maggio 1973, pag. 12
- El Mundo Deportivo, 7 maggio 1973, pag. 45
- Risultati della 500 su autosport.com, su autosport.com.